# Lanocira glabra
Lanocira glabra is een pissebed uit de familie Corallanidae. De wetenschappelijke naam van de soort is voor het eerst geldig gepubliceerd in 1982 door Jones.